# 알칼리 토금속

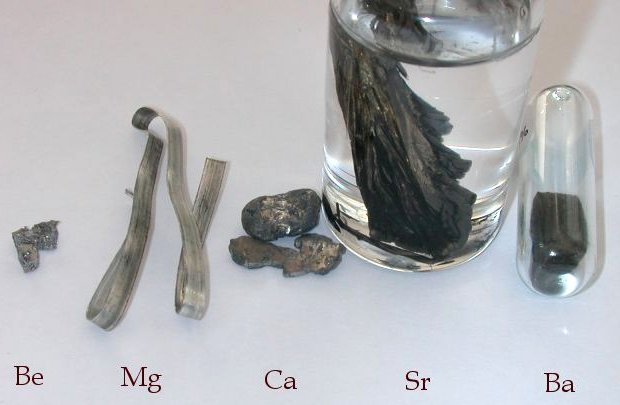

알칼리 토금속(alkaline earth metal, -土金屬)은 화학 계열로 주기율표의 2족 원소를 말한다. 베릴륨(Be), 마그네슘(Mg), 칼슘(Ca), 스트론튬(Sr), 바륨(Ba), 라듐(Ra)이 이에 해당한다.
알칼리 금속과 희토류 원소의 중간 성질을 띠고 있기에 알칼리 토금속이라는 이름이 붙여졌다.
알칼리 토금속은 대체로 은색을 띠며, 무르고 밀도가 낮다. 할로젠 원소와 결합하여 염을 생성한다. 알칼리 금속처럼 물과 격렬한 반응을 하지는 않지만, 결합하여 강한 염기성 수산화물을 만든다. 알칼리 금속인 나트륨이나 칼륨이 상온에서 물과 반응하는 것과 달리, 마그네슘은 수증기와, 칼슘은 뜨거운 물과 반응한다.
전자를 받아들여 음이온이 되는 경우, 오비탈이 꽉 차 있어 새로운 오비탈을 사용해야하기 때문에, 전자친화도가 - 값을 가진다. 그러므로 알칼리 토금속 원소들은 음이온이 거의 되지 않고, 원자가전자 2개를 잃어버려 2가의 양이온이 잘 된다.
| 주기 | 원소 이름 | 원소 기호 (번호) | 원자 질량   | 녹는점 (K) | 끓는점 (K) | 전기음성도 |
| 2    | 베릴륨    | Be (4)           | 9.012182(3) | 1560       | 2742       | 1.57       |
| 3    | 마그네슘  | Mg (12)          | 24.3050(6)  | 923        | 1363       | 1.31       |
| 4    | 칼슘      | Ca (20)          | 40.078(4)   | 1115       | 1757       | 1.00       |
| 5    | 스트론튬  | Sr (38)          | 87.62(1)    | 1050       | 1655       | 0.95       |
| 6    | 바륨      | Ba (56)          | 137.327(7)  | 1000       | 2170       | 0.89       |
| 7    | 라듐      | Ra (88)          | (226)       | 973        | 2010       | 0.9        |

## 화학적 성질
알칼리 토금속은 가장 바깥 전자껍질에 2개의 전자가 채워져 있어 반응성이 매우 크며, 2가 양이온을 형성하려는 경향이 있다. 베릴륨을 제외하면 대부분 할로젠 분자와 반응하여 이온 결합 물질을 생성하며, 공기 중의 산소 분자와 반응하여 산화물을 생성한다. 예외적으로 바륨은 과산화 바륨(BaO2)을 생성하기도 한다. 고온에서는 질소나 인과 반응하여 화합물을 생성하기도 하며, 베릴륨과 마그네슘을 제외하면 실온에서 물과 반응하여 수산화물과 수소 기체를 발생시킨다. 고온, 고압 조건에서는 베릴륨만 빼고 모두 수소화물을 생성할 수 있다.